# Nico Cota
Nico Cota, nom artístic de Nicolás Cota (Buenos Aires, 30 de novembre de 1972) és un músic compositor i multiinstrumentista de rock i jazz a l'Argentina.

## Biografia
Nicolás Cota va néixer a Buenos Aires el 30 de novembre de 1972, i va començar a desentelar-se com a músic professional des de 1991, integrant la banda de Luis Salines. Amb posterioritat va integrar les bandes de Luis Alberto Spinetta (participant en el concert i el disc Estrelicia MTV Unplugged, en diversos projectes i l'històric recital de Las Bandas Eternas), Fito Páez (a Circo beat, Euforia i Enemigos íntimos), Illya Kuryaki and the Valderramas (a Horno para calentar los mares, Chaco i Versus) Ratones Paranoicos, Divididos, Liliana Herrero, Armando Manzanero, Javier Malosetti, Guillermo Vadalá, Mono Fontana i Andrés Calamaro, entre d'altres.
En 1992 va començar la seva carrera de DJ, desenvolupant un estil funk, hip hop, soul i disc en l'escena ballable de Buenos Aires.
Com a compositor va crear les bandes de so de diverses pel·lícules, com La antena (2007), Encarnación (2007), El nido vacío (2008), Amorosa Soledad (2008), Dos hermanos (2010), En fuera de juego (Espanya, 2011) i La suerte en tus manos (2012). El 2016 fou nominada al Gaudí a la millor música original pel seu treball a Truman.
Com a músic solista va editar els àlbums The Solo (2002) i Escucha el ritmo (2012).
Com a productor va treballar amb Illya Kuryaki and the Valderramas (a Horno para calentar los mares, Chaco i Versus), Loli Molina, Nico Ibarburu, Julieta Rada, Viuda e Hijas de Roque Enroll, etc.

## Discografia solista
- The Solo (2002)
- Escucha el ritmo (2012)